# تاریخ مهندسی سازه

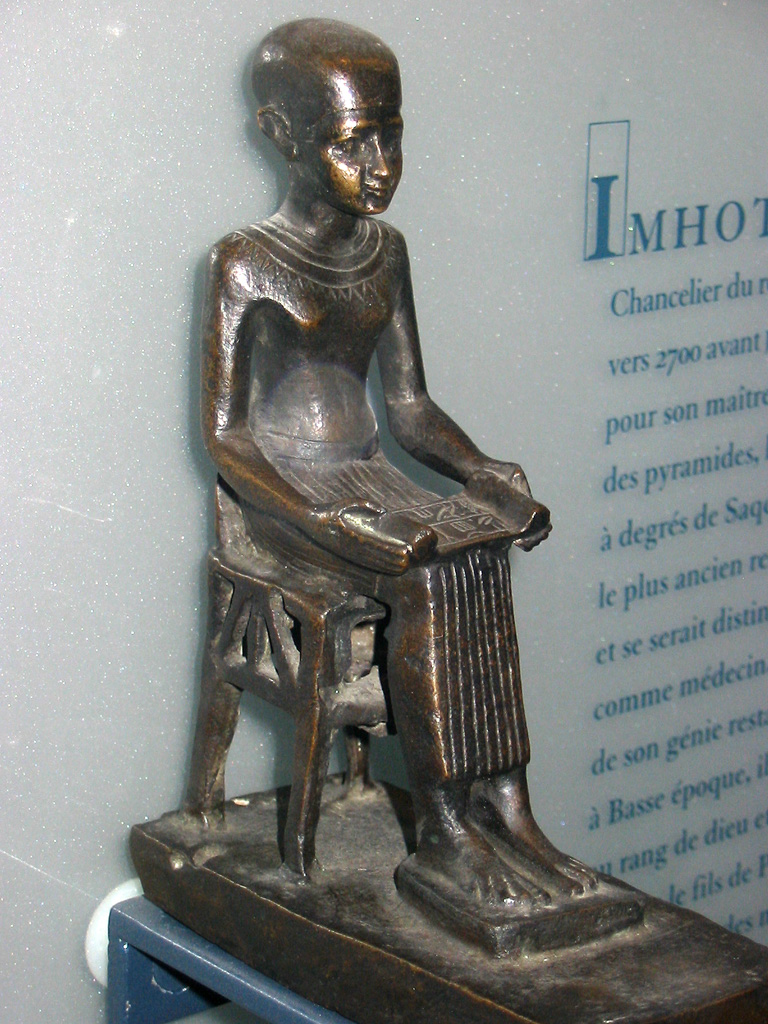
مجسمه ایمهوتپ، در موزه لوور، پاریس، فرانسه

تاریخ مهندسی سازه حداقل به ۲۷۰۰ سال قبل از میلاد برمی گردد، زمانی که هرم پلکانی فرعون جوزر توسط ایمهوتپ، اولین معمار تاریخ که به نام شناخته می‌شود، ساخته شد. اهرام متداول‌ترین سازه‌های بزرگی بودند که توسط تمدن‌های باستانی ساخته می‌شد، زیرا شکلی ساختاری هرم ذاتاً پایدار است و می‌تواند تقریباً به اندازه بی‌نهایت مقیاس شود (بر خلاف بسیاری از اشکال سازه‌ای دیگر که نمی‌توان به‌طور خطی اندازه آنها را متناسب با بارهای افزایش‌یافته افزایش داد).
یکی دیگر از شاهکارهای مهندسی قابل توجه از دوران باستان که امروزه هنوز مورد استفاده قرار می‌گیرد، سیستم مدیریت آب قنات است. فناوری قنات در زمان مادها، پیشینیان شاهنشاهی هخامنشی (در ایران امروزی که قدیمی‌ترین و طولانی‌ترین قنات با قدمت بیش از ۳۰۰۰ سال و طولانی‌تر از ۷۱ کیلومتر را دارد) توسعه یافت و به فرهنگ‌های دیگر نیز سرایت کرد و با ایرانیان ارتباط داشته.
در طول تاریخ باستان و قرون وسطی بیشتر طراحی و ساخت و ساز معماری توسط صنعتگرانی مانند سنگ‌تراش‌ها و نجاران انجام شده‌است که به نقش استاد سازنده ارتقا یافته اند. هیچ تئوری در مورد ساختارها وجود نداشت و درک چگونگی ایستادگی ساختارها بسیار محدود بود و تقریباً کاملاً بر اساس شواهد تجربی «آنچه قبلاً کار کرده بود» بود. دانش توسط اصناف حفظ شد و به ندرت با پیشرفت‌ها جایگزین شد. ساختارها تکراری بودند و پیشرفت در افزایش مقیاس به کندی پیش می‌رفت.
هیچ سابقه ای از اولین محاسبات مربوط به مقاومت اعضای سازه یا رفتار مصالح سازه ای وجود ندارد، اما حرفه مهندسی سازه تنها با انقلاب صنعتی و اختراع مجدد بتن شکل گرفت (به تاریخچه بتن مراجعه کنید). علوم فیزیکی (زیربنای مهندسی سازه) در رنسانس درک شدند و از آن زمان تاکنون در حال توسعه هستند.

## پیونده به بیرون
- "نمایشگاه‌های جهانی:[پیوند مرده] تاریخ سازه‌ها».[پیوند مرده] ایزاک لوپز سزار.[پیوند مرده] تاریخچه سازه‌های معماری در ۱۵۰ سال گذشته.[پیوند مرده]